# Acalolepta subtruncata
Acalolepta subtruncata är en skalbaggsart som först beskrevs av Stefan von Breuning 1938.  Acalolepta subtruncata ingår i släktet Acalolepta och familjen långhorningar. Inga underarter finns listade i Catalogue of Life.